# 736. grenadirski polk (Wehrmacht)
736. grenadirski polk (izvirno nemško 736. Grenadier-Regiment; kratica 736. GR) je bil pehotni polk Heera v času druge svetovne vojne.

## Zgodovina
Polk je bil ustanovljen 15. oktobra 1942 za potrebe 716. pehotne divizije in uničen leta 1944 v Normandiji. 
Ponovno je bil ustanovljen istega leta in uničen v bitki za Colmar (1945). 14. aprila 1945 so ga še tretjič ustanovili.